# 河炳旭
河 炳旭（ハ・ビョンウク、1925年ごろ - 2020年3月8日）は、在日韓国人の実業家・民族団体幹部。

## 来歴・人物
通名・河村英夫。京都府京都市左京区在住。在日本大韓民国居留民団（現・在日本大韓民国民団）の元・京都地方本部団長であり、在任当時の1987年から1988年にかけて、ウトロ地区問題の解決を試みるも失敗。その際、自らが関わった一連の土地売買に関して不明瞭な点が尽きないとの指摘がある。2001年、更生保護活動への貢献が評価され、藍綬褒章を受章。現在、河村物産株式会社の代表取締役としてパチンコ業をはじめとする事業を展開する傍ら、在日本大韓民国民団の京都地方本部常任顧問および更生保護法人京都保護育成会の理事長を務める。
2020年3月8日、老衰のため、95歳で死去した。
2020年7月28日、京都地裁より相続財産について破産手続開始の決定が出された(事件番号：令和2年(ﾌ)第553号　・　官報 本紙第306号　令和2年8月6日刊)

## 主な著書
単行本
- 『第四の選択 韓国系日本人―世界六百万韓民族の生きざまと国籍』文芸社。ISBN 9784835515601。